# 리지 벨라스케즈

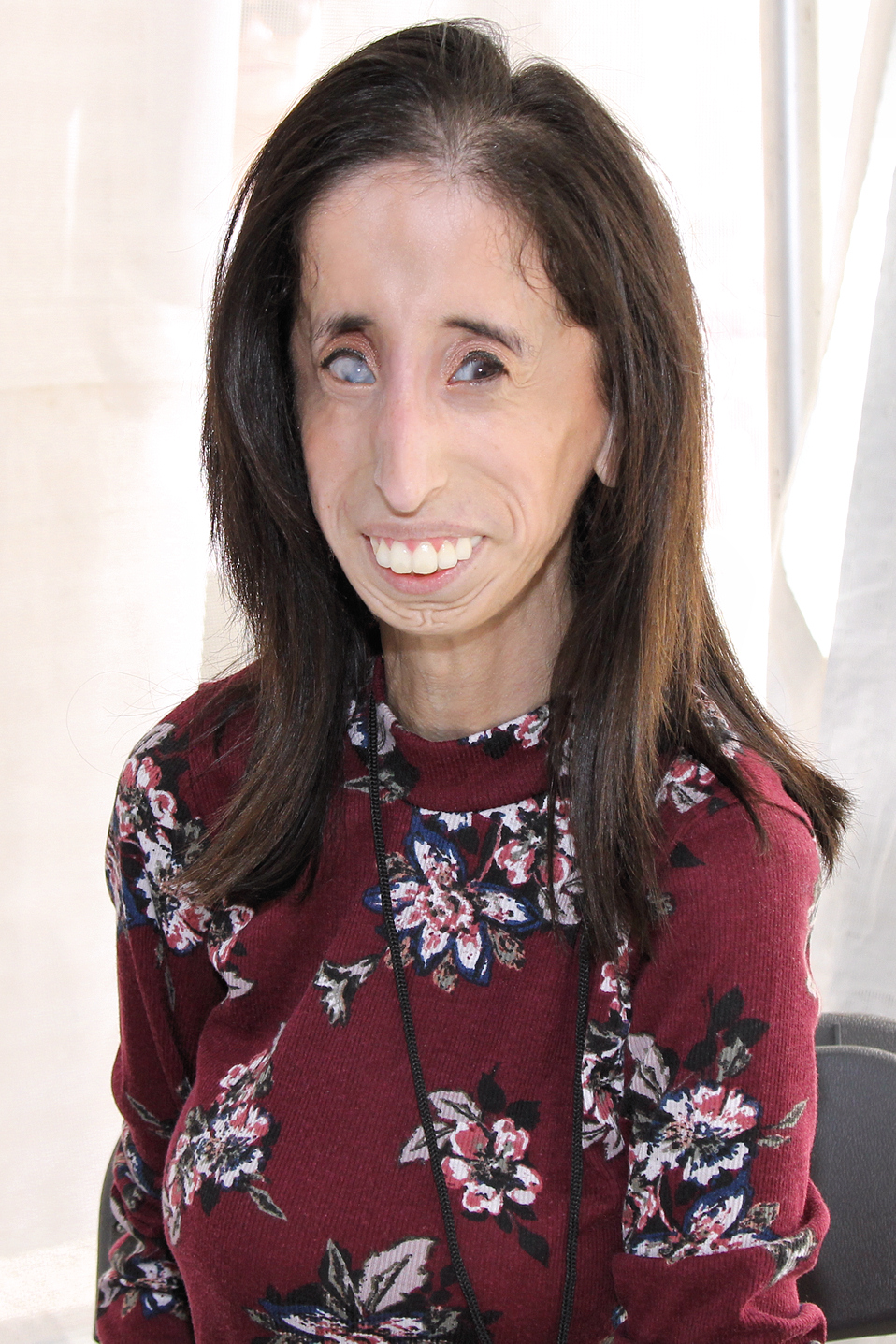
2017년 모습

리지 벨라스케즈(Lizzie Velásquez, 본명: Elizabeth Anne Velásquez, /ˈlæzi vəˈlæskɛz/; 1989년 3월 13일 ~ )는 미국의 동기 부여 연설가, 활동가, 작가 및 유튜버이다. 그녀는 마르파노이드-조로체-지방이영양증 증후군이라는 매우 희귀한 선천성 질환을 안고 태어났다. 이 질환은 다른 증상 중에서도 체지방 축적과 체중 증가를 방해한다. 그녀의 상태는 어린 시절에 괴롭힘을 당하는 결과를 가져왔다. 그녀는 10대 시절 사이버 폭력을 당했고, 그로 인해 결국 동기 부여 연설을 시작하게 되었다.